# Inmigración española en Bolivia
Bolivia posee una importante comunidad española que se ha diseminado por todo el territorio nacional, pero principalmente en la ciudad de Santa Cruz, La Paz, y Cochabamba. Según el Instituto Nacional de Estadística de España en 2010 viven en Bolivia 10.299 ciudadanos españoles.

## Cultura española en Bolivia

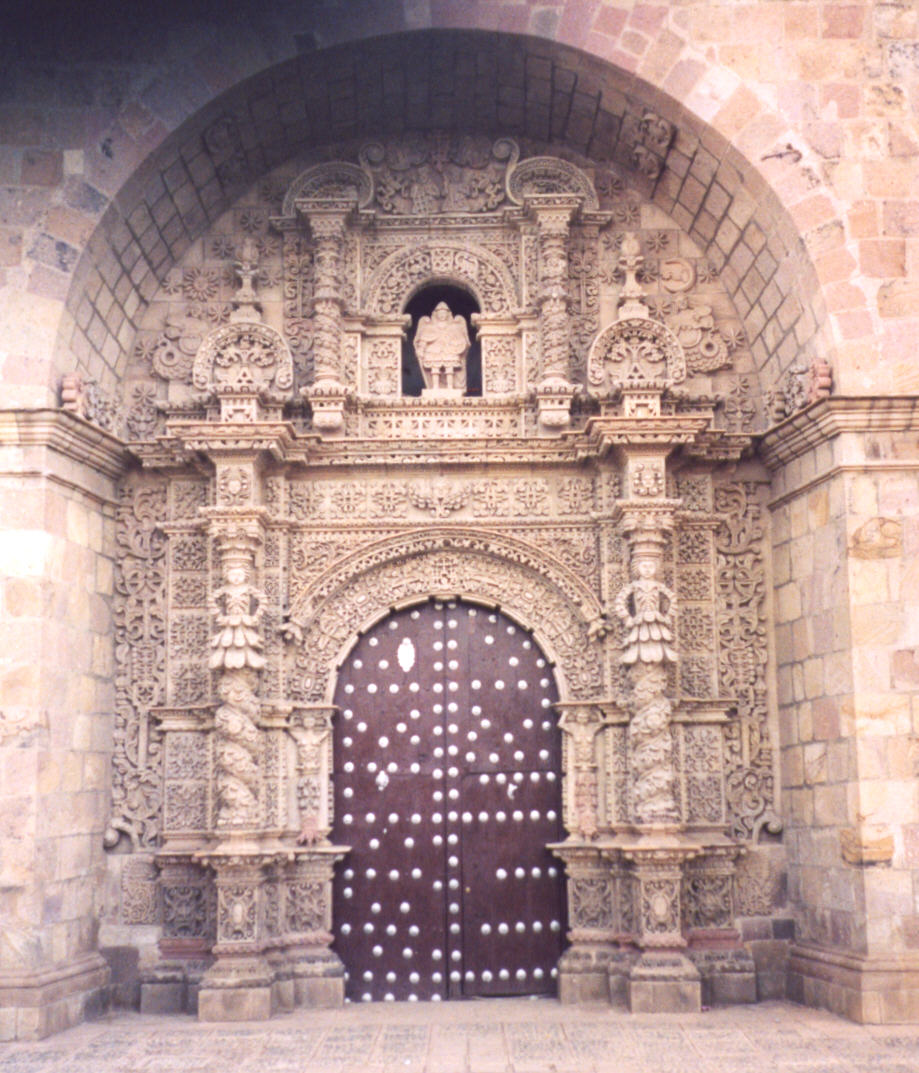
Fachada de la Iglesia de San Lorenzo.

En España se utiliza la expresión "Te quiero un potosí" para expresar un amor muy grande o evidenciar lo valioso del mismo. Sin duda alguna esta expresión proviene de la valoración de la ciudad de Potosí al ser fuente de riquezas para la Corona Española en tiempos de los Virreinatos. Así pues incluso la Real Academia Española recoge está acepción del término potosí.
La ciudad de Potosí y su riqueza tuvo tanta influencia gracias a los españoles que incluso su nombre fue usado en otros lugares del mundo, como la ciudad de San Luis Potosí en México o la ciudad de Potosí en los Estados Unidos.
La influencia española en Bolivia radica desde la época colonial y es reflejada en las ciudades más importantes de la época como Potosí, La Paz, Sucre donde se hacentaron la mayor cantidad de españoles que vinieron a Bolivia y donde aún se mantiene su cultura reflejada en los vestigios de la época como las casas coloniales que aún se mantienen conservadas en la calle Jaén(zona turística) de la ciudad colonial Nuestra Señora de La Paz, fundada por el capitán español Alonso de Mendoza, actual ciudad de La Paz.

## Estadísticas
Tradicionalmente la otra gran mitad de la identidad boliviana junto con la indígena, la mayoría son descendientes de los españoles que colonizaron el territorio de Bolivia en la época Virreinal. La ascendencia española es considerable y/o predominante en unas 4,2 millones de personas (mestizos y blancos de ascendencia criolla). 
Bolivia también fue receptora de inmigrantes españoles tras la guerra civil española. 
Debido a la crisis económica, se registra últimamente un flujo de ciudadanos españoles atraídos por las posibilidades de negocios en distintos campos.
Inmigración española histórica:
| Año  | Españoles en Bolivia |
| ---- | -------------------- |
| 1990 | 1644                 |
| 1995 | 1651                 |
| 2000 | 1641                 |
| 2005 | 6059                 |
| 2010 | 10463                |
| 2015 | 12181                |
| 2017 | 12679                |
| 2020 | 13568                |
| 2023 | 16449                |
| 2025 | 17773                |